# Sosialdemokratane
Sosialdemokratane eller Sosialdemokratene är ett norskt politiskt parti. Det har aldrig lyckats erhålla representation i någon folkvald församling. Sosialdemokratane är fortsatt registrerat som politiskt parti men har inte ställt upp i något allmänt val sedan 2001. 
Partinamnet antogs av det tidigare Generasjonspartiet år 2000 och godkändes 2001 av valmyndigheterna som valbeteckning, trots protester från Arbeiderpartiet.
2002 försökte en utbrytargrupp ur Fremskrittspartiet, med Vidar Kleppe i spetsen, förgäves ta över makten i partiet. Kleppe och hans anhängare bildade då istället partiet Demokratene. Vid valet 2003 hade båda dessa partier rätt att ställa upp i allmänna val.
Sosialdemokratane lämnade in flera protester mot Demokratenes listor och hävdade att man själv först hade registrerat namnet Demokratene. Dessa protester avvisades dock av valmyndigheterna.